# Pyrus bourgaeana
Pyrus bourgaeana är en rosväxtart som beskrevs av Decne. Pyrus bourgaeana ingår i släktet päronsläktet, och familjen rosväxter. Inga underarter finns listade i Catalogue of Life.

## Bildgalleri

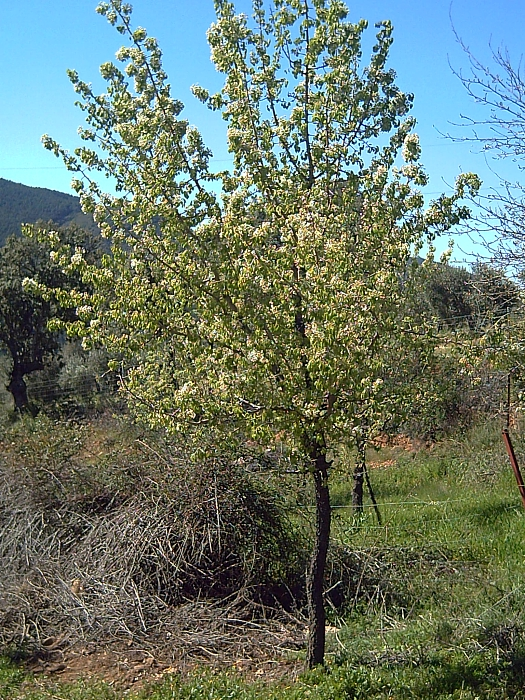
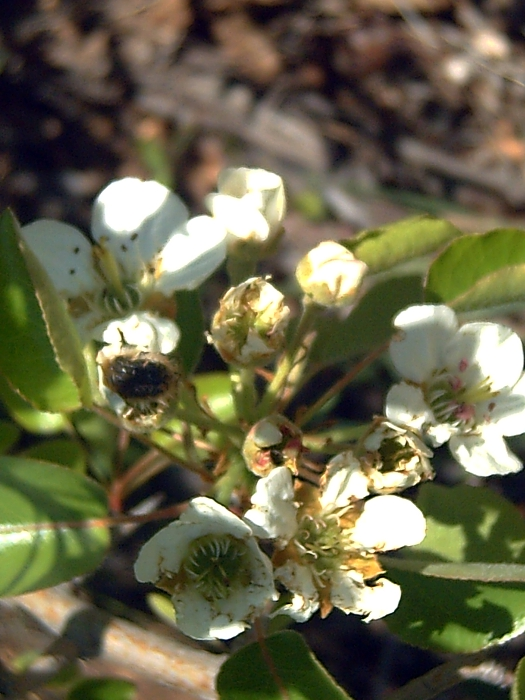
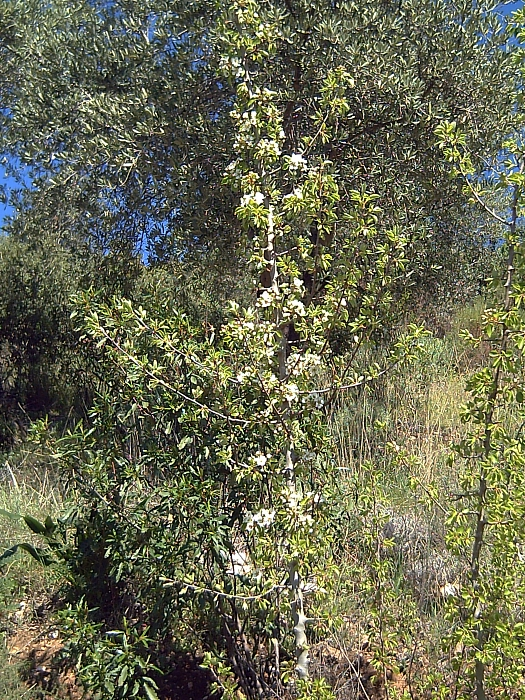
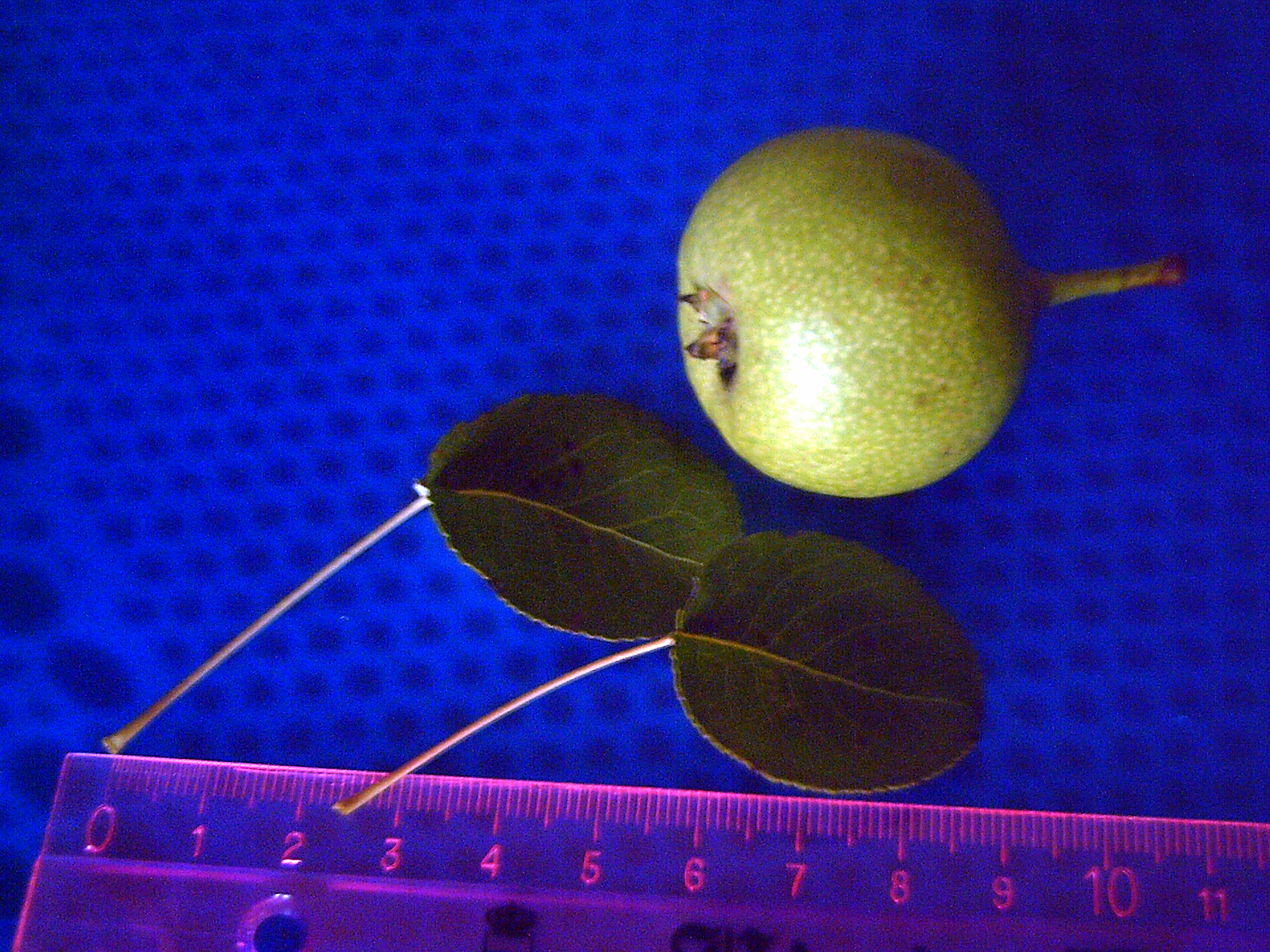
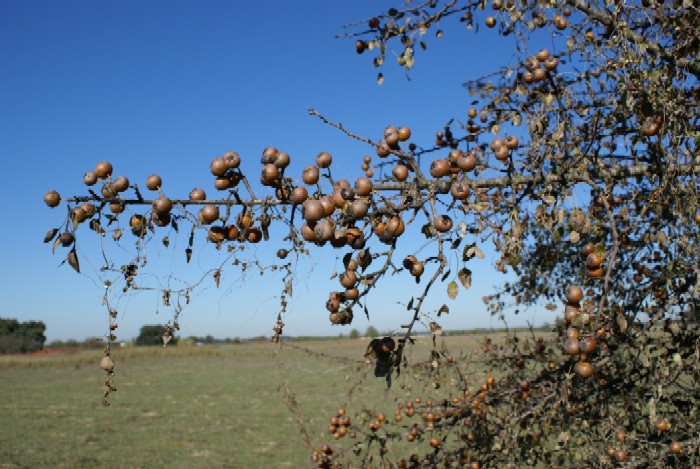
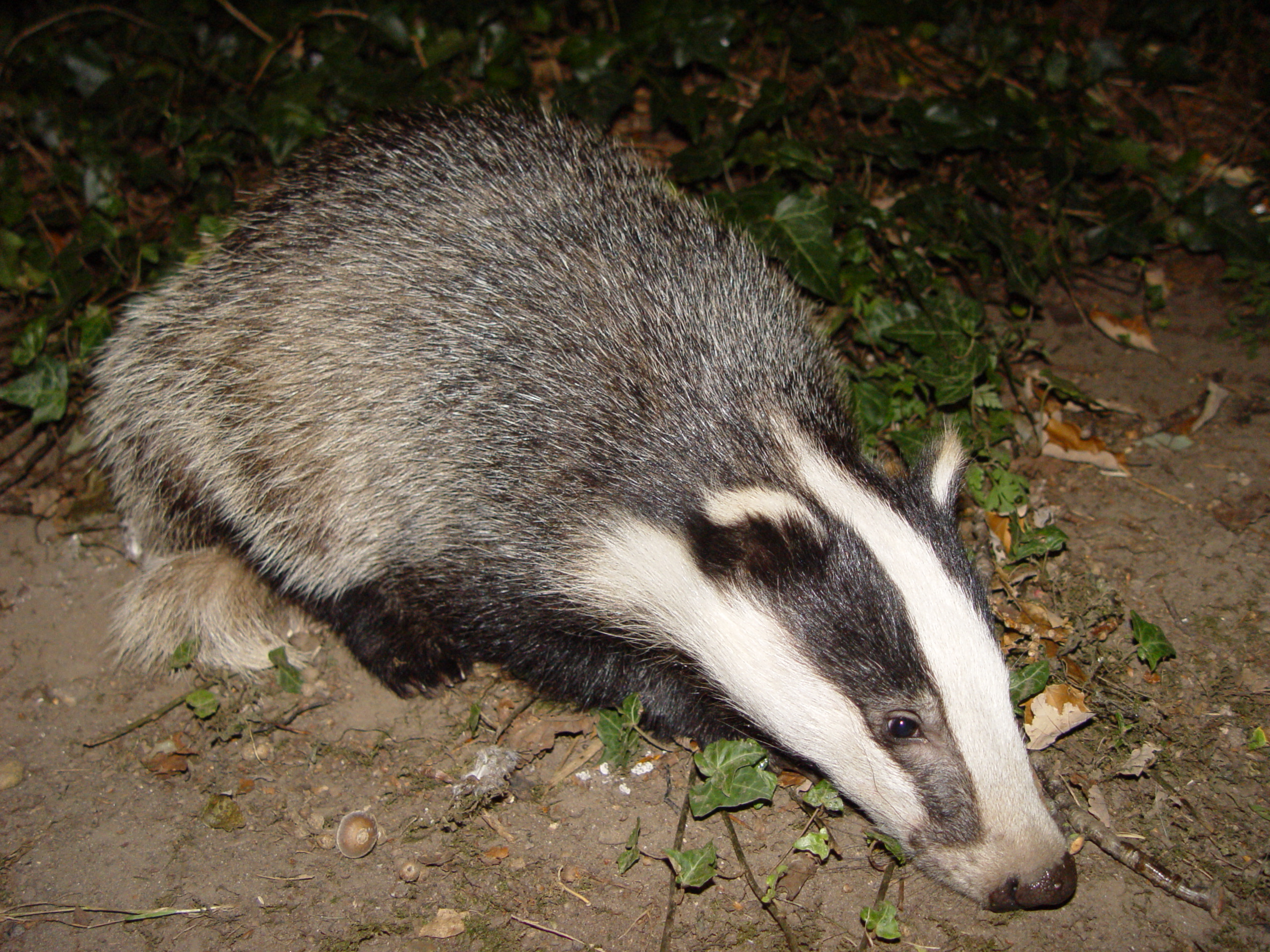